# Olimpia sportkomplexum
A brassói Olimpia sportkomplexum (románul: Baza sportivă Olimpia) a történelmi központ déli részén, a Takácsok bástyája mellett, a délkeleti várfalon kívül helyezkedik el. A pavilont a 19. század végén építették a helyi szász korcsolyaegylet (Kronstädter Eislaufverein) számára; mellette vannak a jégpályák, melyeket nyáron teniszpályákként használnak. A pavilon Brassó reprezentatív épülete, helyi jelentőségű műemlék. Az 1960-as és 1990-es években sportmúzeum működött benne, melynek újranyitása a 2010-es években ismét szóba került.

## Története
A korcsolyázás régóta a brassóiak kedvelt téli szórakozása. A 19. században a Mészárosok és az Ötvösök zwingereiben gyakorolták a sportot (az előbbi a Kovácsok bástyája közelében volt, az utóbbi helyén épült fel később a Brassói Főreáliskola). 1880. március 14-én a sportkedvelők létrehozták a Brassói Korcsolyaegyletet (Kronstädter Eislaufverein, KEV),  mely a második ilyen intézmény volt az 1872-ben megnyílt kolozsvári után. Az egyletnek 38 alapító tagja volt, és az alapításban nagy szerepe volt a Neumünsterből Brassóba érkezett Theodor Kühlbrandt torna- és sporttanárnak. A korcsolyapályát az Ötvösök zwingerében hozták létre, és 1881. január 1-én nyitották meg.
1888-ban a város eladta a területet a Magyar Királyi Vallás- és Közoktatásügyi Minisztériumnak, hogy ott építsék fel a Főreáliskolát, így az egylet új terület után kellett nézzen. Először a városi kórház előtti telekre kötöttek bérleti szerződést, 1891-ben azonban másik helyet (a jelenlegi, Takácsok bástyája melletti területet) választottak, amely akkor a román iskolák elöljáróságának (Eforia Școalelor Române) birtokában volt. 1894-ben megvásárolták a fél hektáros telket, és elhatározták, hogy egy székhelyet építenek az egyletnek; a szükséges pénz előteremtéséhez kötvényeket bocsátottak ki, és kölcsönt vettek fel a Brassói Takarékpénztártól. A pavilon építése 1894 szeptemberében kezdődött Paul Brang tervei alapján, és 1895-ben készült el; a klub érdemeinek elismeréseként Brang 50 forintot adományozott a honoráriumából, amelyet arra fordítottak, hogy az épület tornyába órát szereltessenek. A jégpályát 1895. január 22-én nyitották meg.
A műkorcsolya mellett jégkorongot, gyorskorcsolyázást és jégkuglit is gyakoroltak. Abban az időben nem voltak edzők, így a korcsolyázók kénytelenek voltak az idősebb sportolóktól tanulni, akik legtöbbje külföldön tökéletesítette tudását. A román hatalomátvétel után, az 1919-ben megalakuló román klub felvette az Olimpia nevet. 1924-ben itt szervezték az első helyi bajnokságot. Az 50. évforduló kapcsán a román korcsolyaszövetség 1931-ben a Kronstädter Eislaufvereint bízta meg az országos bajnokság megrendezésével, amelyre külföldi klubokat is meghívtak, köztük a neves bécsi korcsolyaegyletet (Wiener Eislaufverein). 1937-ben ismét itt szervezték az országos műkorcsolya bajnokságot. A jégpályán gyakran rendeztek álarcosbálokat és előadásokat is; a bálok alkalmával tűzijátékokat is fellőttek, az esemény fénypontja pedig az allegorikus szekerek felvonulása volt. Társadalmi eseménynek számított a nagy látogatottságú vasárnapi korcsolyázás is, melyen a brassói városi zenekar is fellépett. Nyáron a teret teniszezésre használták.
A második világháború alatt, 1945 januárjában a szászokat deportálták, 1946-ban a Kronstädter Eislaufvereint megszüntették, tulajdonaikat kisajátították, a korcsolyapálya és az épület a román Sindicatul Funcționarilor (Köztisztviselők szakszervezete) igazgatása alá került. 1946 végén újból megnyitották a korcsolyapályát, a régi szász KEV-tagok közül néhányan tanárként, bíróként tértek vissza, kamatoztatva sokéves tapasztalatukat. Az 1950-es években a komplexum neve Spartak volt. Itt kezdte sportolói pályafutását Ion Țiriac jégkorongozó és teniszező. 1961-ben a pavilonban nyitották meg a rövid életű Erdélyi Sport Múzeumát (Muzeul Sportului Transilvan), amely egyike volt Európa négy ilyen jellegű intézményének; fő látványosságai közé tartozott négy pár 1700 körül készült csontkorcsolya. 1967-ben felsőbb utasításra bezárták a múzeumot és irodákat költöztettek az épületbe. A kiállítási darabok közül sok tönkrement a szakszerűtlen tárolás következtében. 1990-ben ismét megnyitották, de hamarosan újra bezárták a múzeumot.
A Brassói Korcsolyaegylet 1991-ben, a rendszerváltás után újraalakult, de az állam csak 2000-ben szolgáltatta vissza a komplexumot. A 2000-es években átkeresztelték Olimpia névre, melyet az 1919-ben alakult román klub viselt. A korcsolyaegylet 2011-ben csődbe ment, így a komplexum 2013-ban a megyei tanács tulajdonába került, az illegálisan itt működő cégeket kilakoltatták. A következő években a tanács sikertelenül próbálta eladni vagy bérbeadni, ezért 2017-ben a Brassó Megyei Történeti Múzeum gondnoksága alá helyezte. 2018-ban a pavilont felújították, és itt tervezték megnyitni a Sport- és Hegyi Turisztikai Múzeumot (Muzeul sportului și turismului montan).

## Leírása
A pavilon fából és téglából épült, „német vidéki stílusban”, Paul Brang bécsi építész tervei alapján. Kétszintes, alapterülete 377 m2; homlokzata szimmetrikus, középen egy erkéllyel és óratoronnyal. Az erkélyről egykoron zenekar szórakoztatta a sportoló közönséget. A pálya különleges szépségű természeti környezetben helyezkedik el, területe 808 m2. Az árnyékos, mocsaras, forrásokban gazdag hely télen mindig is kiváló természetes jégpályaként szolgált.